# Kanton Argenteuil-Nord
Kanton Argenteuil-Nord is een voormalig kanton van het Franse departement Val-d'Oise. Kanton Argenteuil-Nord maakte deel uit van het arrondissement Argenteuil en telde 25.649 inwoners (1999).
Het werd opgeheven bij decreet van 17 februari 2014 met uitwerking in maart 2015.

## Gemeenten
Het kanton Argenteuil-Nord omvatte de volgende gemeente:
- Argenteuil (deels)